# بنية GPU التفرعية
بنية GPU التفرعية هي وحدة معالجة الرسومات، تتميز بقدرتها على إجراء عمليات الفاصلة العائمة على عدد هائل من البيانات. وتحتوي على الكثير من المعالجات البسيطة ذات الأداء المرتفع بالإضافة لكون سرعة النقل للنتائج بينها عالية ولكن ذاكرتها المحلية محدودة.
تتبع لتصنيف سيمد من تصنيفات حوسبة متوازية حييث تأخذ كل تعليمة وتقوم بمعالجة البيانات في وحدات المعالجة الصغيرة.
تعتمد على ذاكرة واحدة مشتركة ذاكرة مشتركة.
تستطيع القيام بالعمليات على الأشعة ولكنها لا تتبع للمعالجات الشعاعية 
هذه المعالجات تماثل إلى حد ما المعالجات المستخدمة في بطاقات العرض ولكنها تحوي تحسينات كبيرة فمنها بطاقات تعالج معطيات 64bit بالإضافة إلى خوارزميات تصحيح الأخطاء وطرق محسنة في معالجة الحسابات الخاصة برموز الصور
ونذكر منها كمثال: ATI/AMD

## ATI/AMD
هذا المعالج من إنتاج AMD يحوي 800 معالج صغري كل نواة في هذا المعالج تحتوي على وحدتين خاصتين لاجراء عمليات الفاصلة العائمة كل منها قادرة على انجاز عملية جمع وmult في كل نبضة ساعة.
وهو يتبع تتبع لتصنيف SM-SIMD من تصنيفاتحوسبة متوازية
ومواصفاته موضحة في الجدول التالي:
```
                  Number of processors      800     
                  Memory (GDDR5)     2 GB
                  Clock cycle    850
 
MHz
                  Internal memory bandwidth  108.8 GB/s
                                 Peak performance (32-bit)   1.2 Tflop/s
                                     Peak performance (64-bit)  240 Gflop/s
                                     Power requirement, typical        160 W
                                     Power requirement, peak         220 W
                                     Interconnect (PCIe Gen2)   ×16, 8 GB/s
                                     Floating-point support Partial    (32/64-bit)
```

## وصلات خارجية
http://graphics.cs.ucf.edu/gpuseminar/seminar1.ppt
http://www.nwo.nl/files.nsf/pages/NWOA_7X8HXB/$file/overview09.pdf
http://hothardware.com/Articles/ATI-Radeon-HD-5970-DualGPU-Powerhouse